# Pic de Freser
El Pic de Freser, o de Fresers és una muntanya de 2.834,9 metres situada entre el Circ del Freser (al Ripollès), i la vall de Coma Mitjana, que és una vall lateral de la de Carançà (al Conflent), del terme de Fontpedrosa.

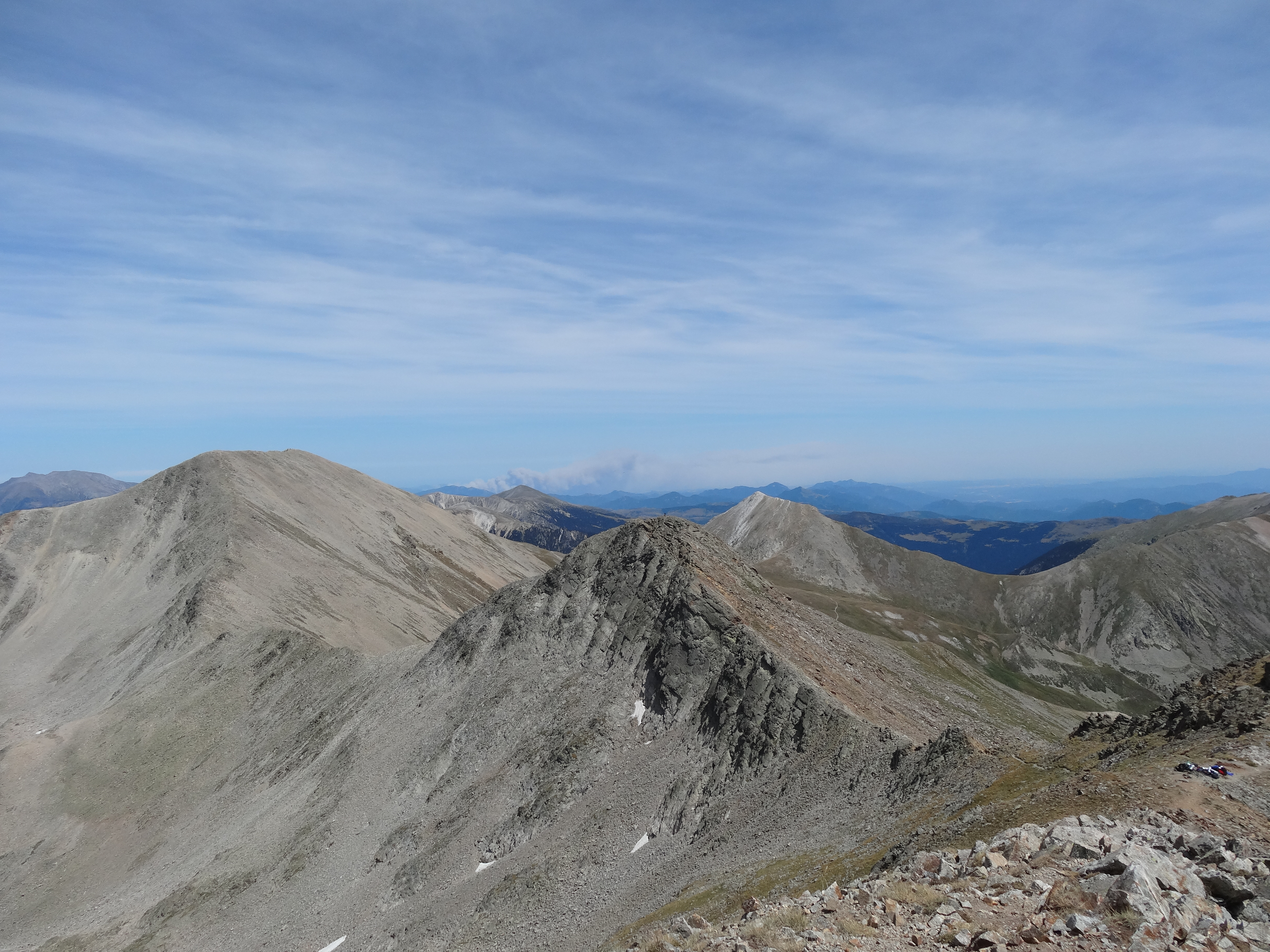
Els pics de Bastiments, Freser i Gra de Fajol, des del Pic de l'Infern

És a prop de l'extrem sud-oriental del terme de Fontpedrosa, i del nord-oriental del de Queralbs, a la carena axial de la serralada dels Pirineus. És a llevant del Pic dels Gorgs i al sud-oest del Coll de Coma Mitjana, a migdia de l'Estanyol de Coma Mitjana.

## Rutes
Una de les possibles rutes parteix des del Refugi d'Ulldeter a través del Coll de la Marrana, ascensió que es pot combinar amb la pujada al Pic de Bastiments.